# Кузнецов, Михаил Васильевич (полковник)
Михаил Васильевич Кузнецов (1909, Боголюбово, Владимирская губерния — 1 октября 1963, Москва) — полковник Госбезопасности, начальник тюремного управления (отдела) МВД СССР в 1946—1955 годах, организатор подавления Норильского восстания, участник подавления Воркутинского восстания.

## Биография
Родился в семье маляра. По национальности русский. В 1921 году окончил сельскую школу в селе Боголюбово. В 1921—1922 два года учился в школе второй ступени там же. С апреля 1922 по январь 1927 года маляр Сокольнической строительной конторы в г. Москве. С января по июнь 1927 — организатор работы среди молодежи Сокольнического района Московского губернского отдела профсоюза строителей. С июня по сентябрь 1927 года — заведующий секцией подростков Сокольнической биржи труда, Москва.

### В комсомольских органах
С осени 1927 перешёл на работу в комсомольские органы.
- инструктор Сокольнического райкома ВЛКСМ 10.27-01.28;
- военно-физкультурный организатор Сокольнического райкома ВЛКСМ 01.28-12.28;
- С октября 1928 по 15 апреля 1955 член КПСС (исключён за «нарушения советской законности»).
- заведующий отдела труда и образования Сокольнического райкома ВЛКСМ 12.28-09.29;
- заведующий организационного отдела Калужского окружкома ВЛКСМ 09.29-08.30;
- секретарь Калужского райкома ВЛКСМ 08.30-10.30;
- член опергруппы ЦК ВКП(б), Чусовая 10.30-04.31;
- заместитель заведующего организационного отдела Московского комитета ВЛКСМ 04.31-08.31;
- секретарь Бауманского райкома ВЛКСМ, Москва 08.31-07.32;
- заместитель заведующего отдела ЦК ВЛКСМ 07.32-06.36.

### В органах НКВД-НКГБ-МВД
С июля 1936 работал в органах НКВД-НКГБ-МВД.
- помощник начальника 6 отделения экономического отдела (ЭКО) ГУГБ НКВД СССР 07.07.36-12.36;
- помощник начальника 12 отделения 3 отдела[2] ГУГБ НКВД СССР 12.36-23.04.37;
- заместитель начальника 12 отделения 3 отдела ГУГБ НКВД СССР 23.04.37-04.38;
- начальник 7 отделения 7 отдела[3] 1 управления НКВД СССР 04.38-11.38;
- заместитель начальника 2 отдела[4] Главного экономического управления (ГЭУ) НКВД СССР 11.38-31.05.39;
- начальник экономического отдела (ЭКО) НКВД Удмуртской АССР 31.05.39-26.02.41;
- нарком Госбезопасности Удмуртской АССР 26.02.41-31.07.41;
- нарком внутренних дел Удмуртской АССР 31.07.41-28.12.43;
- офицер для особых поручений при наркоме внутренних дел СССР 28.12.43-17.03.44;
- начальник отдела спецпоселений НКВД-МВД СССР 17.03.44-25.10.46;
- начальник тюремного управления МВД СССР 25.10.46-30.10.54;
- начальник тюремного отдела МВД СССР 30.10.54-08.04.55;
- 15 апреля 1955 исключён из КПСС КПК при ЦК КПСС за «нарушения советской законности».
- 18 мая 1955 уволен из органов «по фактам дискредитации».

## Звания
- лейтенант ГБ 22.12.36;
- старший лейтенант ГБ 31.05.37;
- капитан ГБ 13.06.39;
- майор ГБ 06.09.41;
- полковник ГБ 14.02.43.

## Награды
- орден  Красного  Знамени 20.09.43;
- орден  Отечественной  войны 2 степени 03.12.44;
- орден Красной Звезды 20.03.52;
- орден Красной Звезды
- 4 медали;
- знак «Почетный работник ВЧК-ГПУ (XV)» 31.08.37;
- знак «Заслуженный работник НКВД» 27.04.40.